# 리키에프 환초
리키에프 환초(Likiep Atoll)는 태평양에 위치한 마셜 제도의 환초로, 라타크 열도에 속하며 65개 섬으로 구성된 환초이다. 마셜 제도를 구성하는 24개 입법 선거구 가운데 하나이며 웟제 환초에서 북서쪽으로 55 km 정도 떨어진 곳에 위치한다. 육지 면적은 10.26 km2, 석호 면적은 424 km2, 인구는 482명(1999년 기준)이다.